# Aichwald
Aichwald è un comune tedesco di 7 697 abitanti, situato nel land del Baden-Württemberg.